# الملاكمة في الدورة الرياضية العربية الثانية بيروت 1957

## توزيع الاوسمة
| ت | البلد  | ذهبية | فضية | برونزية | المجموع | النقاط |
| - | ------ | ----- | ---- | ------- | ------- | ------ |
| 1 | تونس   | 6     | 1    | 1       | 8       | 34     |
| 2 | لبنان  | 1     | 5    | 3       | 9       | 22     |
| 3 | العراق | 1     | 3    | 1       | 5       | 15     |
| 4 | المغرب | 1     | 1    | -       | 2       | 9      |
| 5 | الأردن | 1     | -    | 2       | 3       | 7      |
| 6 | ليبيا  | -     | -    | 1       | 1       | 1      |

## النتائج الكاملة
| Event              | الذهبية                   | الفضية                      | البرونزية                 |
| ------------------ | ------------------------- | --------------------------- | ------------------------- |
| الذبابة 51كغم      | محمد شيكو (المغرب)        | علي عباس (لبنان)            | غازي عبد الصمد (العراق)   |
| الديك 54كغم        | حطاب الحريزي (تونس)       | سمير سعد (لبنان)            | -                         |
| الريشة 57كغم       | أحمد الأمين (تونس)        | عبد الغني السماوي (العراق)  | محمود بشير (لبنان)        |
| الخفيف 60كغم       | منصف الزياني (تونس)       | ماء العين بن محمود (المغرب) | اقبيل ازرفي (الأردن)      |
| فوق الخفيف 63.5كغم | خالد الكرخي (العراق)      | إبراهيم الترك (لبنان)       | محمد المطوسي (تونس)       |
| الوسط 67كغم        | أحمد أبو السعود (الأردن)  | نافع منعم (العراق)          | محمد مبارك (لبنان)        |
| خفيف المتوسط 71كغم | محمد بن محمد (تونس)       | عامر ناجي (العراق)          | انطوان عشي (لبنان)        |
| المتوسط 75كغم      | عبد العزيز بن صالح (تونس) | سركيس أيوب موسى (لبنان)     | -                         |
| خفيف الثقيل 81كغم  | الهادي عثمان (تونس)       | ارتين ملكونيان (لبنان)      | محمد أبو لسان (الأردن)    |
| الثقيل فوق 81كغم   | سعد الدين الدغيلي (لبنان) | حمادي الحبيب (تونس)         | جار الله الحلواجي (ليبيا) |